# 533 Сара
533 Сара (533 Sara) — астероїд головного поясу, відкритий 19 квітня 1904 року Раймондом Смітом Дуґаном у Гейдельберзі.